# Přemyslav III. ze Žerotína
Přemyslav III. svobodný pán ze Žerotína (německy Przymislaus III. Freiherr von Zierotin, 1629–24. února 1673, Vízmberk) byl moravský šlechtic, pocházející z losinsko-vízmberské větve rodu Žerotínů.

## Život
Narodil se jako syn Přemyslava II. ze Žerotína a jeho manželky Anny Marie Sidonie, rozené Šlikové, dcery předáka stavovského povstání Jáchyma Ondřeje Šlika. Měl sestru Angelu Sibyllu, provdanou Galle (†1695), která jako poručnice svých synovců byla iniciátorkou čarodějnických procesů ve Velkých Losinách.
Přemyslav byl ženatý s Alžbětou Julianou, rozenou z Oppersdorfu (1632–1676). Měli syna Jana Jáchyma, který po dlouhou dobu zastával úřad skutečného císařského komorníka ve Vídni.
V rodovém archivu ze zámku v Bludově (dnes uloženém v Zemském archivu v Opavě) je uchováno mnoho písemností a osobní korespondence, např. Přemyslavovy dopisy manželce Alžbětě Julianě z let 1657–1671. Kromě toho je zde uložen také dopis od císaře Ferdinanda III. adresovaný Przymislavovi II. z roku 1643 a mnoho dalších.